# Cecily Strong
Cecily Strong, née le 8 février 1984 à Springfield, est une actrice et humoriste américaine. Elle fait partie de l'équipe du Saturday Night Live, émission humoristique présentée chaque samedi soir sur le réseau de télévision NBC ; elle présente notamment au sein de l'émission le bulletin d'information parodique Weekend Update.
En 2015, elle est choisie pour animer le gala des correspondants de la Maison-Blanche.

## Filmographie

### Cinéma
- 2015 : Cœur de bronze : Janice Townsend
- 2015 : Slow Learners : Amber, l'ex
- 2015 : Ma mère et moi : Jillian
- 2015 : Staten Island Summer (en) de Rhys Thomas : Mary Ellen
- 2015 : Cœur de bronze (The Bronze) de Bryan Buckley : Janice
- 2016 : The Boss de Ben Falcone : Dana
- 2016 : SOS Fantômes (Ghostbusters) de Paul Feig : Jennifer Lynch
- 2018 : The Female Brain : Zoe

### Télévision
- 2013-2015 : The Awesomes : Voix diverses
- 2016 : Angie Tribeca : Samantha Stevens
- 2016 : Superstore : Missy Jones
- 2016 : Maya & Marty : Voix diverses
- 2016 : Scream Queens : Catherine Hobart
- 2017 : Man Seeking Woman : Journaliste CCN
- 2017 : Detroiters : Roz Chunks
- 2017 : Great News : Jessica
- 2018 : The Simpsons : Megan Matheson (voix)
- 2019 : I Think You Should Leave with Tim Robinson : Brenda
- 2020 : Loafy : Becca (rôle principal)
- 2021 : That Damn Michael Che : la femme dans l'ascenseur
- 2021 : Schmigadoon! : Melissa Gimble (rôle principal)